# María José Domínguez Vázquez
María José Domínguez Vázquez, née en 1972 à As Pontes de García Rodríguez (Galice, Espagne), est une linguiste et professeure universitaire galicienne.Elle est professeure de Grammaire Allemande à l'Université de Saint-Jacques-de-Compostelle. De 2017 à 2020, elle a été vice-doyenne de la Faculté de Philologie de Saint-Jacques-de-Compostelle. Elle est professeure des universités depuis 2023.
Ses domaines de recherche incluent la linguistique contrastive, la Sémantique, la Lexicographie et la Génération automatique de texte. Elle coordonne le Master Erasmus Mundus en Lexicographie,, dirigeant plusieurs groupes de recherche nationaux et internationaux qui ont développé plusieurs ressources linguistiques, telles que des dictionnaires électroniques et plusieurs générateurs de texte. María José Domínguez participe également à l'élaboration du dictionnaire Mulleres na Lexicografía / Women in Lexicography, ressource ouverte en cours de développement.